# Olympische Sommerspiele 1952/Fußball – Vorrunde
Spiele der Vorrunde des olympischen Fußballturniers 1952.

Die Gewinner qualifizierten sich für das Achtelfinale.

## Jugoslawien – Indien 10:1 (5:0)
| Jugoslawien                                                 | Jugoslawien | Indien | Indien |
| ----------------------------------------------------------- | --- | --- | ------ |
| Jugoslawien                                                 | \| 15. Juli 1952 um 19:10 Uhr in Helsinki (Töölön Pallokenttä) \| \| Zuschauer: 10.000 \| \| Schiedsrichter: John Best ( Vereinigte Staaten) \|                                                                    | \| 15. Juli 1952 um 19:10 Uhr in Helsinki (Töölön Pallokenttä) \| \| Zuschauer: 10.000 \| \| Schiedsrichter: John Best ( Vereinigte Staaten) \|                                                                                   | Indien |
| Jugoslawien                                                 | Vladimir Beara – Tomislav Crnković, Branko Stanković – Zlatko Čajkovski, Ivica Horvat, Vujadin Boškov – Tihomir Ognjanov, Rajko Mitić, Bernard Vukas, Stjepan Bobek, Branko Zebec Cheftrainer: Milorad Arsenijević | Berland Anthony – Syed Azizuddin, Saliendra Manna – Sheikh Abdul Latif, Rawat Singh, Padanttom Vankatesh – Madar Sattar, Mohamed Ahmed Khan, Thulukhanam Shunmugham, Syed Moinuddin, Joseph Anthony Cheftrainer: Abdul Rahim Syed | Indien |
| Jugoslawien                                                 | 1:0 Vukas (2.) 2:0 Mitić (14.) 3:0 Zebec (17.) 4:0 Zebec (23.) 5:0 Mitić (43.) 6:0 Ognjanov (52.) 7:0 Zebec (60.) 8:0 Vukas (62.) 9:0 Ognjanov (67.) 10:0 Zebec (87.)                                              | 10:1 Khan (89.) | Indien |
| 15. Juli 1952 um 19:10 Uhr in Helsinki (Töölön Pallokenttä) | | |        |
| Zuschauer: 10.000                                           | | |        |
| Schiedsrichter: John Best ( Vereinigte Staaten)             | | |        |

## Sowjetunion – Bulgarien 2:1 n.V. (0:0/0:0)
| Sowjetunion                                         | Sowjetunion | Bulgarien | Bulgarien |
| --------------------------------------------------- | --- | --- | --------- |
| Sowjetunion                                         | \| 15. Juli 1952 um 19:00 Uhr in Kotka (Urheilukeskus) \| \| Zuschauer: 10.637 \| \| Schiedsrichter: István Zsolt ( Ungarn) \| | \| 15. Juli 1952 um 19:00 Uhr in Kotka (Urheilukeskus) \| \| Zuschauer: 10.637 \| \| Schiedsrichter: István Zsolt ( Ungarn) \|                                                                         | Bulgarien |
| Sowjetunion                                         | Leonid Iwanow – Konstantin Kryschewski, Juri Nirkow – Igor Netto, Anatoli Baschaschkin, Alexander Petrow – Wassili Trofimow, Alexander Tenjagin, Wsewolod Bobrow, Awtandil Gogoberidse, Anatoli Iljin Cheftrainer: Boris Arkadjew | Apostol Sokolow – Boris Apostolow, Georgi Eftimow – Stefan Boschkow, Manol Manolow, Traicho Petkow – Dimitar Milanow, Iwan Kolew, Panajot Panajotow, Petar Argirow, Krum Janew Cheftrainer: Krum Milew | Bulgarien |
| Sowjetunion                                         | 1:1 Bobrow (100.) 2:1 Trofimow (104.) | 0:1 Kolew (95.) | Bulgarien |
| 15. Juli 1952 um 19:00 Uhr in Kotka (Urheilukeskus) | | |           |
| Zuschauer: 10.637                                   | | |           |
| Schiedsrichter: István Zsolt ( Ungarn)              | | |           |

## Rumänien – Ungarn 1:2 (0:1)
| Rumänien                                                          | Rumänien | Ungarn | Ungarn |
| ----------------------------------------------------------------- | --- | --- | ------ |
| Rumänien                                                          | \| 15. Juli 1952 um 19:00 Uhr in Turku (Kupittaan jalkapallostadion) \| \| Zuschauer: 10.588 \| \| Schiedsrichter: Nikolai Latitschew ( Sowjetunion) \|                                                 | \| 15. Juli 1952 um 19:00 Uhr in Turku (Kupittaan jalkapallostadion) \| \| Zuschauer: 10.588 \| \| Schiedsrichter: Nikolai Latitschew ( Sowjetunion) \|                                         | Ungarn |
| Rumänien                                                          | Ion Voinescu – Vasile Zavoda, Zoltan Farmati – Valeriu Călinoiu, Iosif Kovács, Gavril Serfőző – Tudor Paraschiva, Eugen Iordache, Titus Ozon, Iosif Petschowski, Ion Suru Cheftrainer: Gheorghe Popescu | Gyula Grosics – Jenő Dalnoki, Mihály Lantos – Imre Kovács, Gyula Lóránt, József Bozsik – László Budai, Sándor Kocsis, Nándor Hidegkuti, Ferenc Puskás, Zoltán Czibor Cheftrainer: Gusztáv Sebes | Ungarn |
| Rumänien                                                          | 1:2 Suru (86.) | 0:1 Czibor (21.) 0:2 Kocsis (73.) | Ungarn |
| Rumänien                                                          | Verwarnung: Hidegkuti Platzverweis: Kocsis | | Ungarn |
| 15. Juli 1952 um 19:00 Uhr in Turku (Kupittaan jalkapallostadion) | | |        |
| Zuschauer: 10.588                                                 | | |        |
| Schiedsrichter: Nikolai Latitschew ( Sowjetunion)                 | | |        |

## Dänemark – Griechenland 2:1 (2:0)
| Dänemark                                                   | Dänemark | Griechenland | Griechenland |
| ---------------------------------------------------------- | --- | --- | ------------ |
| Dänemark                                                   | \| 15. Juli 1952 um 19:00 Uhr in Tampere, (Tampereen stadion) \| \| Zuschauer: 4.372 \| \| Schiedsrichter: Wolf Karni ( Finnland) \|                                                                                     | \| 15. Juli 1952 um 19:00 Uhr in Tampere, (Tampereen stadion) \| \| Zuschauer: 4.372 \| \| Schiedsrichter: Wolf Karni ( Finnland) \| | Griechenland |
| Dänemark                                                   | Jørgen Johansen – Poul Erik Petersen, Svend Nielsen – Erik Terkelsen, Poul Andersen, Steen Blicher – Jørgen Wagner Hansen, Poul Petersen, Jens Peder Hansen, Knud Lundberg, Holger Seebach Cheftrainer: Axel Bjerregaard | Nikolaos Pentzaropoulos – Stellas Arvanitis, Ilias Rosidis – Konstantinos Poulis, Konstantinos Linoxylakis, Ioannis Ioannou – Babis Drosos, Athanasios Bembis, Ilias Papageorgiou, Georgios Darivas, Pavlos Emmanouilidis Cheftrainer: Antonis Migiakis | Griechenland |
| Dänemark                                                   | 1:0 Poul Erik Petersen (36.) 2:0 Poul Erik Petersen (37.) | 2:1 Emmanouilidis (85.) | Griechenland |
| Dänemark                                                   | Verwarnung: Darivas | | Griechenland |
| 15. Juli 1952 um 19:00 Uhr in Tampere, (Tampereen stadion) | | |              |
| Zuschauer: 4.372                                           | | |              |
| Schiedsrichter: Wolf Karni ( Finnland)                     | | |              |

## Polen – Frankreich 2:1 (1:1)
| Polen                                                   | Polen | Frankreich | Frankreich |
| ------------------------------------------------------- | --- | --- | ---------- |
| Polen                                                   | \| 15. Juli 1952 um 19:00 Uhr in Lahti (Lahden kisapuisto) \| \| Zuschauer: 3.752 \| \| Schiedsrichter: Karel van der Meer ( Niederlande) \|                                                                      | \| 15. Juli 1952 um 19:00 Uhr in Lahti (Lahden kisapuisto) \| \| Zuschauer: 3.752 \| \| Schiedsrichter: Karel van der Meer ( Niederlande) \|                                       | Frankreich |
| Polen                                                   | Tomasz Stefaniszin – Władysław Gędłek, Hubert Banisz – Czesław Suszczyk, Ewald Cebula, Józef Mamoń – Kazimierz Trampisz, Jerzy Krasówka, Henryk Alszer, Gerard Cieślik, Jan Wiśniewski Cheftrainer: Michał Matyas | Léonce Deprez – Lucien Bochard, Roger Colliot – Jean-Claude Druart, Albert Eloy, Jacques Barreau – René Persillon, Michel Leblond, Célestin Oliver, Jacques Bohée, Bernard Lefèvre | Frankreich |
| Polen                                                   | 1:1 Trampisz (31.) 2:1 Krasówka (49.) | 0:1 Leblond (30.) | Frankreich |
| 15. Juli 1952 um 19:00 Uhr in Lahti (Lahden kisapuisto) | | |            |
| Zuschauer: 3.752                                        | | |            |
| Schiedsrichter: Karel van der Meer ( Niederlande)       | | |            |

## Ägypten – Chile 5:4 (2:2)
| Ägypten                                             | Ägypten | Chile | Chile |
| --------------------------------------------------- | --- | --- | ----- |
| Ägypten                                             | \| 16. Juli 1952 um 19:00 Uhr in Kotka (Urheilukeskus) \| \| Zuschauer: 5.354 \| \| Schiedsrichter: John Nilsson ( Schweden) \| | \| 16. Juli 1952 um 19:00 Uhr in Kotka (Urheilukeskus) \| \| Zuschauer: 5.354 \| \| Schiedsrichter: John Nilsson ( Schweden) \|                                                                           | Chile |
| Ägypten                                             | Abdel Galil Hemueda – Moussa Mohamed, Abdel Aziz Kabil – Ahmed Rashed, Hanafy Bastan, Hamza Ali – Sayed Mohamed, Kamal El-Far, Alaa El-Hamouly, El-Sayed Al-Tabei, Ahmed El-Mekkawi Cheftrainer: Edward Jones ( Vereinigtes Königreich) | Manuel Roa – Domingo Massaro, Rubén González – Luis Leal Placencia, Fernando Jara, José García Quesada – Julio Vial, Jaime Vásquez, Justo Albornoz, Domingo Pillado, Irenio Jara Cheftrainer: Luis Tirado | Chile |
| Ägypten                                             | 1:2 El-Far (27.) 2:2 Mekkawi (43.) 3:2 Al-Tabei (66.) 4:2 Al-Tabei (75.) 5:3 Al-Tabei (80.) | 0:1 I. Jara (7.) 0:2 Vial (14.) 4:3 I. Jara (78.) 5:4 Vial (88.) | Chile |
| 16. Juli 1952 um 19:00 Uhr in Kotka (Urheilukeskus) | | |       |
| Zuschauer: 5.354                                    | | |       |
| Schiedsrichter: John Nilsson ( Schweden)            | | |       |

## Niederlande – Brasilien 1:5 (1:3)
| Niederlande                                                       | Niederlande | Brasilien | Brasilien |
| ----------------------------------------------------------------- | --- | --- | --------- |
| Niederlande                                                       | \| 16. Juli 1952 um 19:00 Uhr in Turku (Kupittaan jalkapallostadion) \| \| Zuschauer: 9.685 \| \| Schiedsrichter: Giorgio Bernardi ( Italien) \|                                                            | \| 16. Juli 1952 um 19:00 Uhr in Turku (Kupittaan jalkapallostadion) \| \| Zuschauer: 9.685 \| \| Schiedsrichter: Giorgio Bernardi ( Italien) \| | Brasilien |
| Niederlande                                                       | Piet Kraak – Joop Odenthal, Sjaak Alberts – Abraham Wiertz, Rinus Terlouw, Louis Biesbrouck – Piet van der Kuil, Rinus Bennaars, Jan van Roessel, Jo Mommers, Mathijs Clavan Cheftrainer: Jaap van der Leck | Carlos Alberto – Mauro, Valdir – Zózimo, Adésio, Édson – Larry, Milton Pessanha, Vavá, Humberto Tozzi, Jansen Cheftrainer: Newton Cardoso        | Brasilien |
| Niederlande                                                       | 1:0 van Roessel (15.) | 1:1 Tozzi (25.) 1:2 Larry (33., Elfmeter) 1:3 Larry (36.) 1:4 Jansen (81.) 1:5 Vavá (86.)                                                        | Brasilien |
| 16. Juli 1952 um 19:00 Uhr in Turku (Kupittaan jalkapallostadion) | | |           |
| Zuschauer: 9.685                                                  | | |           |
| Schiedsrichter: Giorgio Bernardi ( Italien)                       | | |           |

## Italien – USA 8:0 (3:0)
| Italien                                                       | Italien | USA | USA |
| ------------------------------------------------------------- | --- | --- | --- |
| Italien                                                       | \| 16. Juli 1952 um 19:00 Uhr in Tampere, (Tampereen stadion) \| \| Zuschauer: 15.342 \| \| Schiedsrichter: Arthur Edward Ellis ( Vereinigtes Königreich) \|                                                        | \| 16. Juli 1952 um 19:00 Uhr in Tampere, (Tampereen stadion) \| \| Zuschauer: 15.342 \| \| Schiedsrichter: Arthur Edward Ellis ( Vereinigtes Königreich) \|                                             | USA |
| Italien                                                       | Ottavio Bugatti – Giuseppe Corradi, Battista Rota – Arcadio Venturi, Giancarlo Cadè, Maino Neri – Alberto Fontanesi, Aredio Gimona, Francesco La Rosa, Egisto Pandolfini, Amos Mariani Cheftrainer: Giuseppe Meazza | Robert Burkard – Willy Schaller, Harry Keough – William Sheppell, Charles Colombo, Edward McHugh – Lloyd Monsen, John Souza, Lawrence Surock, Ruben Michael Mendoza, Ellwood Cook Cheftrainer: John Wood | USA |
| Italien                                                       | 1:0 Gimona (3.) 2:0 Pandolfini (16.) 3:0 Venturi (27.) 4:0 Gimona (51.) 5:0 Fontanesi (52.) 6:0 Pandolfini (62.) 7:0 Gimona (75.) 8:0 Mariani (87.)                                                                 | | USA |
| 16. Juli 1952 um 19:00 Uhr in Tampere, (Tampereen stadion)    | | |     |
| Zuschauer: 15.342                                             | | |     |
| Schiedsrichter: Arthur Edward Ellis ( Vereinigtes Königreich) | | |     |

## Luxemburg – Vereinigtes Königreich 5:3 n.V. (1:1, 0:1)
| Luxemburg                                               | Luxemburg | Vereinigtes Königreich | Vereinigtes Königreich |
| ------------------------------------------------------- | --- | --- | ---------------------- |
| Luxemburg                                               | \| 16. Juli 1952 um 19:00 Uhr in Lahti (Lahden kisapuisto) \| \| Zuschauer: 3.656 \| \| Schiedsrichter: Vincenzo Orlandini ( Italien) \|                                                                     | \| 16. Juli 1952 um 19:00 Uhr in Lahti (Lahden kisapuisto) \| \| Zuschauer: 3.656 \| \| Schiedsrichter: Vincenzo Orlandini ( Italien) \|                                                             | Vereinigtes Königreich |
| Luxemburg                                               | Fernand Lahure – Camille Wagner, Léon Spartz – Jean Jaminet, Michel Reuter, Fernand Guth – François Muller, Joseph Roller, Jules Gales, Victor Nurenberg, Léon Letsch Cheftrainer: Adolf Patek ( Österreich) | Ted Bennett – Thomas Stewart, Leslie Stratton – Lawrence Topp, Charles Fuller, Derek Saunders – John Hardisty, Alfred Noble, Jim Lewis, William Slater, George Robb Cheftrainer: Walter Winterbottom | Vereinigtes Königreich |
| Luxemburg                                               | 1:1 Roller (60.) 2:1 Letsch (91.) 3:1 Roller (95.) 4:1 Roller (97.) 5:2 Gales (102.) | 0:1 Robb (12.) 4:2 Slater (101.) 5:3 Lewis (118.) | Vereinigtes Königreich |
| 16. Juli 1952 um 19:00 Uhr in Lahti (Lahden kisapuisto) | | |                        |
| Zuschauer: 3.656                                        | | |                        |
| Schiedsrichter: Vincenzo Orlandini ( Italien)           | | |                        |